# Chrono des Nations femenina
La Chrono des Nations femenina (en español: Contrarreloj de Las Naciones femenina) es una carrera de ciclismo en ruta disputada en Les Herbiers (departamento de Vendée) el tercer fin de semana del mes octubre cerrando la temporada profesional en Francia. Se distingue de las demás carreras de un día por tener un formato contrarreloj individual.
Es la versión femenina de la carrera del mismo nombre y fue creada en 1987. Así mismo en 2007 se creó una versión femenina junior y en 2011 una de categoría cadetes.
El nombre de la carrera profesional femenina fue cambiado oficialmente en 2009 quitándole la "coletilla" de Les Herbiers Vendée que mantenía desde el 2006. Esta siempre ha sido profesional primero en la categoría 1.9.1 renombrándose esa categoría en 2005 por la 1.1 manteniendo la carrera dicho estatus. Siempre ha tenido poco menos de 21 km.
La carrera forma parte del Calendario UCI Femenino como competencia de categoría 1.1.

## Palmarés
| Año                                    | Ganador             | Segundo                   | Tercero                   |           |
| -------------------------------------- | ------------------- | ------------------------- | ------------------------- | --------- |
| Chrono des Nations                     |                     |                           |                           |           |
| 1987                                   | Jeannie Longo       | Cécile Odin               | Roberta Bonanomi          |           |
| 1988                                   | Maria Canins        | Cécile Odin               | Annie Rebière             |           |
| 1989                                   | Maria Canins        | Nathalie Six              | Fiona Madden              |           |
| 1990                                   | Astrid Schop        | Fiona Madden              | Leontien van Moorsel      |           |
| 1991                                   | Nathalie Gendron    | Astrid Schop              | Laurence Leboucher        |           |
| 1992                                   | Jeannie Longo       | Barbara Ganz              | Luzia Zberg               |           |
| 1993                                   | Roselyne Riou       | Georgina Pechard          | Margareth Castel-Heurtaux |           |
| 1994                                   | Marion Clignet      | Roselyne Riou             | Maryline Salvetat         |           |
| 1995                                   | Jeannie Longo       | Roselyne Riou             | Chrystèle Richard         |           |
| 1996                                   | Chrystèle Richard   | Maryline Salvetat         | Françoise Leprod'homme    |           |
| 1997                                   | Zulfiya Zabirova    | Maryline Salvetat         | Roselyne Riou             |           |
| 1998                                   | Zulfiya Zabirova    | Géraldine Jehl-Loewenguth | Florence Marrens          |           |
| 1999                                   | Zulfiya Zabirova    | Géraldine Jehl-Loewenguth | Walentina Polchanowa      |           |
| 2000                                   | Jeannie Longo       | Géraldine Jehl-Loewenguth | Maryline Salvetat         |           |
| 2001                                   | Edwige Pitel        | Blandine Camus            | Élodie Touffet            |           |
| 2002                                   | Zulfiya Zabirova    | Jeannie Longo             | Cathy Moncassin           |           |
| 2003                                   | Margaret Hemsley    | Joane Somarriba           | Kathryn Watt              |           |
| 2004                                   | Edwige Pitel        | Kathryn Watt              | Zulfiya Zabirova          |           |
| 2005                                   | Edwige Pitel        | Priska Doppmann           | Marina Jaunatre           |           |
| Chrono des Nations Les Herbiers Vendée |                     |                           |                           |           |
| 2006                                   | Priska Doppmann     | Zulfiya Zabirova          | Marina Jaunatre           |           |
| 2007                                   | Susanne Ljungskog   | Bridie O'Donnell          | Priska Doppmann           |           |
| 2008                                   | Susanne Ljungskog   | Jeannie Longo             | Charlotte Becker          |           |
| Chrono des Nations                     |                     |                           |                           |           |
| 2009                                   | Jeannie Longo       | Trine Schmidt             | Julia Shaw                |           |
| 2010                                   | Jeannie Longo       | Amber Neben               | Edwige Pitel              |           |
| 2011                                   | Amber Neben         | Kristin Armstrong         | Olga Zabelínskaya         |           |
| 2012                                   | Amber Neben         | Alison Tetrick            | Edwige Pitel              |           |
| 2013                                   | Hanna Solovéi       | Alison Tetrick            | Elisa Longo Borghini      |           |
| 2014                                   | Hanna Solovéi       | Alison Tetrick            | Mélodie Lesueur           |           |
| 2015                                   | Tatiana Antóshina   | Hanna Solovéi             | Ann-Sophie Duyck          |           |
| 2016                                   | Ann-Sophie Duyck    | Hayley Simmonds           | Lotta Lepistö             |           |
| 2017                                   | Audrey Cordon-Ragot | Ann-Sophie Duyck          | Hayley Simmonds           |           |
| 2018                                   | Olga Zabelínskaya   | Emma Norsgaard            | Audrey Cordon-Ragot       |           |
| 2019                                   | Leah Thomas         | Vita Heine                | Emma Norsgaard            |           |
| 2020                                   | cancelada           | cancelada                 | cancelada                 | cancelada |
| 2021                                   | Marlen Reusser      | Anna Kiesenhofer          | Mieke Kröger              |           |
| 2022                                   | Ellen van Dijk      | Valeriya Kononenko        | Amber Neben               |           |
| 2023                                   | Anna Kiesenhofer    | Christina Schweinberger   | Valeriya Kononenko        |           |
| 2024                                   | Grace Brown         | Vittoria Guazzini         | Anna Kiesenhofer          |           |
| 2025                                   |                     |                           |                           |           |

### Palmarés júnior
| Año  | Ganador                | Segundo             | Tercero              |
| ---- | ---------------------- | ------------------- | -------------------- |
| 2007 | Audrey Cordon          | Jennifer Letue      | Élodie Le Bail       |
| 2008 | Mélodie Lesueur        | Jennifer Letue      | Margot Ortega        |
| 2009 | Pauline Ferrand-Prévot | Aude Biannic        | Alexia Muffat        |
| 2010 | Hanna Solovey          | Alexia Muffat       | Mathilde Favre       |
| 2011 | Pauliena Rooijakkers   | Mathilde Favre      | Eugénie Duval        |
| 2012 | Manon Bourdiaux        | Knesiya Dobrynina   | Marine Strappazzon   |
| 2013 | Séverine Eraud         | Fanny Zambon        | Olena Demidova       |
| 2014 | Marion Borras          | Greta Richioud      | Fanny Zambon         |
| 2015 | Marion Borras          | Henrietta Colborne  | Typhaine Laurance    |
| 2016 | Dorine Granade         | Lisa Morzenti       | Clara Copponi        |
| 2017 | Marie Le Net           | Dorine Granade      | Alana Castrique      |
| 2018 | Rozemarijn Ammerlaan   | Zoé Delachaux       | Maryanne Hinault     |
| 2019 | Maeva Squiban          | Floriane Huet       | Glorija Van Mechelen |
| 2020 | No se disputó          | No se disputó       | No se disputó        |
| 2021 | Benedicte Ollier       | Faustine Croguennoc | Coline Raby          |
| 2022 | Eglantine Rayer        | Aurore Pernollet    | Clémence Chereau     |
| 2023 | Léane Tabu             | Titia Ryo           | Alice Toniolli       |
| 2024 | Luca Vierstraete       | Ambre Jouault       | Milana Ushakova      |

### Palmarés cadete
| Año  | Ganador          | Segundo            | Tercero          |
| ---- | ---------------- | ------------------ | ---------------- |
| 2014 | Pauline Valognes |                    |                  |
| 2015 | Clara Copponi    | Marie Le Net       | Maryanne Hinault |
| 2016 | Victoire Berteau | Marie Le Net       | Maryanne Hinault |
| 2017 | Victoria Cushing | Flavie Bassière    | Lina Svarinska   |
| 2018 | Francesca Barale | Kristina Nenadovic | Lorie Belouze    |

## Palmarés por países
Solamente se contemplan las victorias de las ediciones profesionales y "open".
| País           | Victorias |
| -------------- | --------- |
| Francia        | 14        |
| Rusia          | 5         |
| Estados Unidos | 3         |
| Italia         | 2         |
| Suecia         | 2         |
| Ucrania        | 2         |
| Suiza          | 2         |
| Países Bajos   | 2         |
| Australia      | 2         |
| Bélgica        | 1         |
| Uzbekistán     | 1         |
| Austria        | 1         |